# ダックスインターナショナル
株式会社ダックスインターナショナル（英: DAX International Inc.）は、著作権管理を主な事業とする日本の企業。

## 概要
日活映画の監督であった丹野雄二が、日活ロマンポルノ路線に転向した事により日活を退社し、1971年1月に設立した制作プロダクションである。
1978年から1991年まで、お家芸の実写とアニメを組み合わせた代表作『まんがはじめて物語』の企画・制作を行い、『21世紀まんがはじめて物語』（2001年3月放映・ビデオ発売）が完成したが放送前に夫の丹野が逝去。その後は妻の美穂子が社長となり、同作品を最後に自社アニメの制作事業から撤退（企画製作はそれ以降も継続）し、それ以降は従来から行っているアニメ作品の音響制作や子供向けビデオソフトの制作事業を中心に活動している。
まんがはじめて物語を軸に東京放送ホールディングスと長年提携関係にあり、TBSチャンネルで同シリーズが放映されている他、TBSチャンネルやTBSテレビで劇団目覚時計の興行告知CMを放送している時がある。TBS主催・後援の興行も多い。また、2002年のテレビドラマ『やんパパ』の主人公の職業がマンガ家のアシスタントという設定で、職場シーンの収録でダックスのスタジオが使われたほか、本編中アニメが入り混ざったり実写と合成するシーンが有り、そのアニメーション部分の制作を担当している。
2003年から版権管理部門をダックスインターナショナル、制作部門をダックスプロダクションとして事業を行っている。

## 主な作品

### 制作作品

#### テレビアニメ
ダックスインターナショナル
- 山ねずみロッキーチャック（1974年）- シリーズ構成（丹野雄二名義）
- 小さなバイキング ビッケ（1975年）- シリーズ構成（丹野雄二名義）
- まんが世界昔ばなし （1976年-1977年）一部の話数は、ワールドテレビジョンと共同製作
- まんがふるさと昔話（1976年）アニメーション制作を民話社と担当したが権利は所持していない。
- キリン名曲ロマン劇場シリーズ
  - 野ばらのジュリー （1979年）
  - 巴里のイザベル （1979年）
  - 金髪のジェニー　（1979年）
  - さすらいの少女ネル （1979年-1980年）

- まんがはじめて物語シリーズ
  - まんがはじめて物語 （1978年-1984年）
  - まんがどうして物語 （1984年-1986年）
  - まんがなるほど物語 （1986年-1988年）
  - 新・まんがなるほど物語 （1988年-1989年）
  - まんがはじめて面白塾 （1989年-1991年）
  - 21世紀まんがはじめて物語（2001年）

- イーグルサム （1983年-1984年）
- のりもの王国ブーブーカンカンたのしいのりものの歌 （子供向けオリジナルビデオソフト、1999年）
- やんパパ （2002年、アニメ制作）

ダックスプロダクション
- 増田こうすけ劇場 ギャグマンガ日和シリーズ
  - 増田こうすけ劇場 ギャグマンガ日和 （2005年）
  - 増田こうすけ劇場 ギャグマンガ日和2 （2006年）
  - 増田こうすけ劇場 ギャグマンガ日和3 （2008年）

- くるねこ （2009年）
- ポヨポヨ観察日記 （スタジオディーン、メビウス・トーンと共同制作、2012年）
- GON -ゴン- （日本語版制作、2012年）
- しばいぬ子さん （ホットラインと共同制作、2012年）
- 石田とあさくら （ホットラインと共同制作、2013年）
- みんな集まれ!ファルコム学園シリーズ
  - みんな集まれ!ファルコム学園（キャラアニと共同制作、2014年）
  - みんな集まれ!ファルコム学園SC（同上、2015年）

- 召しませロードス島戦記 〜それっておいしいの?〜（キャラアニと共同制作、2014年）

#### 劇場アニメ
- ブンナよ木からおりてこい （株式会社仕事と共同制作、-1987年）
- チスト みどりのおやゆび （1990年）
- A・LI・CE（元請：中央アイトス、2000年）

### 音響制作作品

#### テレビアニメ（音響制作）
ダックスインターナショナル
1999年まで
- 超特急ヒカリアン（1997年）
- 浦安鉄筋家族（1998年）
- ももいろシスターズ（1998年）
- 夢で逢えたら（1998年）
- イケてる2人（1999年）
- 十兵衛ちゃん -ラブリー眼帯の秘密-（1999年）
- 課長王子（1999年）

2000年
- OH!スーパーミルクチャン
- 六門天外モンコレナイト

2001年
- ギャラクシーエンジェル（第1期）以降の同シリーズにおいて「る〜ん」以外は
- チャンス〜トライアングルセッション〜
- フルーツバスケット
- RAVE

2002年
- ぱにょぱにょデ・ジ・キャラット
- SAMURAI DEEPER KYO
- ギャラクシーエンジェル（第2期 - 第3期）
- ぴたテン
- 電光超特急ヒカリアン

ダックスプロダクション
2003年
- MOUSE
- デ・ジ・キャラットにょ
- ヤミと帽子と本の旅人

2004年
- ゆめりあ
- 十兵衛ちゃん2 -シベリア柳生の逆襲-
- マリア様がみてる
  - マリア様がみてる 〜春〜

- この醜くも美しい世界
- スウィート・ヴァレリアン
- DAN DOH!!
- ギャラクシーエンジェル（第4期）
- スクールランブル
- tactics

2005年
- うえきの法則
- これが私の御主人様
- あまえないでよっ!!
- 増田こうすけ劇場 ギャグマンガ日和
- 地獄少女
- Canvas2 〜虹色のスケッチ〜
- カッパの飼い方

2006年
- マジカノ 製作委員会参加
- あまえないでよっ!! 喝!!
- Fate/stay night
- 鍵姫物語 永久アリス輪舞曲
- 夢使い
- Soul Link
- 学園ヘヴン
- ひぐらしのなく頃に
- スクールランブル 二学期
- シムーン
- 増田こうすけ劇場 ギャグマンガ日和2
- プリンセス・プリンセス
- 姫様ご用心
- マージナルプリンス〜月桂樹の王子達〜
- TOKYO TRIBE2
- ギャラクシーエンジェる〜ん
- 地獄少女 二籠

2007年
- ヒロイック・エイジ
- 瀬戸の花嫁
- 地球へ…
- シャイニング・ティアーズ・クロス・ウィンド
- セイント・ビースト 〜光陰叙事詩天使譚〜
- 桃華月憚
- ひぐらしのなく頃に解
- ケンコー全裸系水泳部 ウミショー
- CODE-E
- 素敵探偵ラビリンス
- 逮捕しちゃうぞ フルスロットル
- しおんの王
- AYAKASHI

2008年
- 君が主で執事が俺で
- 破天荒遊戯
- ネットゴーストPIPOPA
- 増田こうすけ劇場 ギャグマンガ日和3
- ヴァンパイア騎士
  - ヴァンパイア騎士 Guilty

- S・A 〜スペシャル・エー〜
- 純情ロマンチカ
  - 純情ロマンチカ2

- あまつき
- 夏目友人帳
- Mission-E
- 天体戦士サンレッド
- 伯爵と妖精
- 地獄少女 三鼎
- 黒塚 KUROZUKA

2009年
- 夢をかなえるゾウ
- マリア様がみてる 4thシーズン
- 続 夏目友人帳 「音響制作協力」としてクレジット
- 07-GHOST
- ファイト一発! 充電ちゃん!!
- うみねこのなく頃に
- GA 芸術科アートデザインクラス
- ヴァイス・サヴァイヴ
  - ヴァイス・サヴァイヴR

- けんぷファー 製作委員会参加
- FAIRY TAIL
- ミラクル☆トレイン〜大江戸線へようこそ〜 製作委員会参加
- 夢色パティシエール

2010年
- デュラララ!!
- おおかみかくし 製作委員会参加
- 動物かんきょう会議
- GIANT KILLING
- 爆丸バトルブローラーズ ニューヴェストロイア
- B型H系 ※製作委員会参加
- Angel Beats!
- 薄桜鬼
  - 薄桜鬼 碧血録

- アマガミSS
- 学園黙示録 HIGHSCHOOL OF THE DEAD
- 世紀末オカルト学院
- ぬらりひょんの孫
- 屍鬼 製作委員会参加
- 海月姫
- 探偵オペラ ミルキィホームズ

2011年
- Rio RainbowGate!
- フリージング 製作委員会参加
- ドラゴンクライシス! ※製作委員会参加
- 爆丸バトルブローラーズ ガンダリアンインベーダーズ
- アスタロッテのおもちゃ! 製作委員会参加
- 世界一初恋
  - 世界一初恋2

- デッドマン・ワンダーランド
- うたの☆プリンスさまっ♪ マジLOVE1000%
- ぬらりひょんの孫 〜千年魔京〜
- 夏目友人帳 参
- ゆるゆり
- 森田さんは無口。
  - 森田さんは無口。2

- まよチキ! 製作委員会参加
- 真剣で私に恋しなさい!!
- Persona4 the ANIMATION

2012年
- 夏目友人帳 肆
- リコーダーとランドセル ド♪
  - リコーダーとランドセル レ♪

- アマガミSS+ plus
- 探偵オペラ ミルキィホームズ 第2幕
- 妖狐×僕SS
- シャイニング・ハーツ 〜幸せのパン〜 ※製作委員会参加
- 緋色の欠片
  - 緋色の欠片 第二章

- しばいぬ子さん
- ゆるめいつ 3でぃ
- あっちこっち
- さんかれあ
- 坂道のアポロン
- つり球
- アルカナ・ファミリア -La storia della Arcana Famiglia-
- ちとせげっちゅ!!
- 超訳百人一首 うた恋い。
- ゆるゆり♪♪
- うぽって!!
- この中に1人、妹がいる!
- だから僕は、Hができない。 製作委員会参加
- ソードアート・オンライン
- 織田信奈の野望
- 薄桜鬼 黎明録
- 新世界より
- 神様はじめました
- えびてん 公立海老栖川高校天悶部
- 武装神姫
- お兄ちゃんだけど愛さえあれば関係ないよねっ 製作委員会参加
- てーきゅう 製作委員会参加
- イクシオン サーガ DT
- 蒼い世界の中心で

2013年
- あいまいみー
- 八犬伝―東方八犬異聞― 製作委員会参加
- 閃乱カグラ
- AMNESIA 製作委員会参加
- 幕末義人伝 浪漫
- GJ部
- 問題児たちが異世界から来るそうですよ?
- DD北斗の拳
- うたの☆プリンスさまっ♪ マジLOVE2000%
- カーニヴァル ※製作委員会参加
- フォトカノ 製作委員会参加
- DEVIL SURVIVOR 2 the ANIMATION
- 血液型くん!
- アラタカンガタリ〜革神語〜
- スパロウズホテル
- BROTHERS CONFLICT 製作委員会参加
- 義風堂々!! 兼続と慶次
- ダンガンロンパ 希望の学園と絶望の高校生 The Animation
- ローゼンメイデン（新アニメ）
- 帰宅部活動記録
- Fate/kaleid liner プリズマ☆イリヤ
- ブラッドラッド
- 魔界王子 devils and realist
- リコーダーとランドセル ミ☆
- 私がモテないのはどう考えてもお前らが悪い! 製作委員会参加
- 銀の匙 Silver Spoon
- ガッチャマン クラウズ
- DIABOLIK LOVERS
- アウトブレイク・カンパニー 製作委員会参加
- フリージング ヴァイブレーション 製作委員会参加
- 世界でいちばん強くなりたい! 製作委員会参加
- メガネブ!
- 蒼き鋼のアルペジオ -アルス・ノヴァ-
- 俺の脳内選択肢が、学園ラブコメを全力で邪魔している
- ガリレイドンナ

2014年
- ノブナガン
- みんな集まれ!ファルコム学園 ※製作委員会参加
- とある飛空士への恋歌 製作委員会参加
- ディーふらぐ! 製作委員会参加
- ハマトラ
- 未確認で進行形
- 銀の匙 Silver Spoon（第2期）
- ストレンジ・プラス
- 魔法戦争
- Z/X IGNITION
- 桜Trick
- pupa
- ウィザード・バリスターズ 弁魔士セシル
- いなり、こんこん、恋いろは。
- 僕らはみんな河合荘 製作委員会参加
- 悪魔のリドル
- 極黒のブリュンヒルデ
- 召しませロードス島戦記 〜それっておいしいの?〜 製作委員会参加
- 一週間フレンズ。
- 棺姫のチャイカ
- 犬神さんと猫山さん
- 普通の女子校生が【ろこどる】やってみた。 製作委員会参加
- ソードアート・オンラインII
- 人生相談テレビアニメーション「人生」
- DRAMAtical Murder
- Re:␣ ハマトラ
- あいまいみー -妄想カタストロフ-
- まじもじるるも 製作委員会参加
- Fate/kaleid liner プリズマ☆イリヤ ツヴァイ!
- 真 ストレンジ・プラス
- Persona4 the Golden ANIMATION
- デンキ街の本屋さん
- 旦那が何を言っているかわからない件
- まじっく快斗1412
- オオカミ少女と黒王子
- 棺姫のチャイカ AVENGING BATTLE
- 俺、ツインテールになります。 製作委員会参加
- 結城友奈は勇者である

2015年
- みんな集まれ!ファルコム学園SC 製作委員会参加
- 神様はじめました◎
- 美男高校地球防衛部LOVE!
- みりたり!
- 銃皇無尽のファフニール 製作委員会参加
- デス・パレード
- 暗殺教室
- ISUCA
- 旦那が何を言っているかわからない件 2スレ目
- レーカン! 製作委員会参加
- ジュエルペット マジカルチェンジ
- 電波教師
- うたの☆プリンスさまっ♪マジLOVEレボリューションズ
- 雨色ココアシリーズ
- トリアージX
- おくさまが生徒会長!
- GANGSTA. ※製作委員会参加
- 乱歩奇譚 Game of Laplace
- 青春×機関銃 ※製作委員会参加
- 城下町のダンデライオン ※製作委員会参加
- ガッチャマン クラウズ インサイト
- 実は私は
- 洲崎西 THE ANIMATION 製作委員会参加
- 純情ロマンチカ3
- だんちがい
- Fate/kaleid liner プリズマ☆イリヤ ツヴァイ ヘルツ!
- ランス・アンド・マスクス ※製作委員会参加
- 学戦都市アスタリスク
- 小森さんは断れない!
- ゆるゆり さん☆ハイ!
- DD北斗の拳2
- 櫻子さんの足下には死体が埋まっている
- 不思議なソメラちゃん
- すべてがFになる THE PERFECT INSIDER
- 血液型くん!3

2016年
- 僕だけがいない街
- だがしかし ※製作委員会参加
- おじさんとマシュマロ
- 昭和元禄落語心中
- 大家さんは思春期!
- 灰と幻想のグリムガル
- シュヴァルツェスマーケン
- 血液型くん!4
- リルリルフェアリル〜妖精のドア〜
- ばくおん!!
- 薄桜鬼 〜御伽草子〜
- SUPER LOVERS
- ネトゲの嫁は女の子じゃないと思った?
- 少年メイド ※製作委員会参加
- 坂本ですが? ※製作委員会参加
- 三者三葉
- 初恋モンスター ※製作委員会参加
- orange
- ばなにゃ
- 甘々と稲妻
- 腐男子高校生活
- 魔装学園H×H
- Fate/kaleid liner プリズマ☆イリヤ ドライ!!
- はんだくん ※製作委員会参加
- この美術部には問題がある! 製作委員会参加
- 美男高校地球防衛部LOVE!LOVE!
- ダンガンロンパ3 -The End of 希望ヶ峰学園-
- うたの☆プリンスさまっ♪マジLOVEレジェンドスター
- おくさまが生徒会長!+!
- 雨色ココア in Hawaii
- あおおに〜じ・あにめぇしょん〜
- 信長の忍び
- ナンバカ 製作委員会参加
- バーナード嬢曰く。
- 私がモテてどうすんだ 製作委員会参加
- ガーリッシュナンバー 製作委員会参加
- ろんぐらいだぁす!

2017年
- セイレン
- 昭和元禄落語心中 -助六再び篇-
- にゃんこデイズ
- ちるらん にぶんの壱
- SUPER LOVERS 2
- 王室教師ハイネ
- 月がきれい
- クロックワーク・プラネット
- 終末なにしてますか? 忙しいですか? 救ってもらっていいですか?
- ようこそ実力至上主義の教室へ
- Code:Realize 〜創世の姫君〜

2018年
- うさぎのマシュー
- 美男高校地球防衛部HAPPY KISS!
- 少年アシベ GO! GO! ゴマちゃん
- わしも WASIMO
- 悪偶 -天才人形-
- オコジョとヤマネ
- ムヒョとロージーの魔法律相談事務所
- 学園BASARA
- 走り続けてよかったって。

2019年
- カワウソラボ
- 超次元革命アニメ Dimensionハイスクール
- ダイヤのA actII
- RobiHachi
- タマ&フレンズ〜タマとふしぎな石像〜
- ばなにゃ ふしぎななかまたち
- 戦×恋
- ACTORS -Songs Connection-
- 私、能力は平均値でって言ったよね!
- アズールレーン

2020年
- ぼくのとなりに暗黒破壊神がいます。
- はてな☆イリュージョン
- 土下座で頼んでみた

2021年
- EX-ARM エクスアーム
- ゲキドル
- 五等分の花嫁∬
- 俺だけ入れる隠しダンジョン
- 結城友奈は勇者である -大満開の章-
- 異世界食堂2
- 最果てのパラディン
- 逆転世界ノ電池少女

2022年
- 怪人開発部の黒井津さん
- 賢者の弟子を名乗る賢者
- ブラック★★ロックシューター DAWN FALL
- 骸骨騎士様、只今異世界へお出掛け中

2024年
- ループ7回目の悪役令嬢は、元敵国で自由気ままな花嫁生活を満喫する
- ハズレ枠の【状態異常スキル】で最強になった俺がすべてを蹂躙するまで

2025年
- 無職の英雄 別にスキルなんか要らなかったんだが

#### 劇場アニメ（音響制作）
- 時をかける少女（2006年）
- HELLS ANGELS（2008年）
- サマーウォーズ（2009年）
- マイマイ新子と千年の魔法（2009年）
- 劇場版 Fate/stay night UNLIMITED BLADE WORKS（2010年）
- ジュノー（2010年）
- 銀幕ヘタリア Axis Powers Paint it, White（白くぬれ!）（2010年）
- おおかみこどもの雨と雪（2012年）
- デス・ビリヤード（2013年）
- ガラスの花と壊す世界（2016年）
- 劇場版 王室教師ハイネ（2019年）
- HUMAN LOST 人間失格（2019年）
- シドニアの騎士 あいつむぐほし（2021年）

#### OVA
ダックスインターナショナル
- 太陽の船 ソルビアンカ（1999年）

ダックスプロダクション
- ねとらん者 THE MOVIE（2004年）
- スクールランブル 一学期補習（2005年）
- マリア様がみてる 3rdシーズン（2006-2007年）
- スクールランブル 三学期（2008年）※原作漫画「スクールランブル」の単行本の初回限定版付録オリジナルアニメDVD
- 最終試験くじらProgressive（2008年）
- 快盗天使ツインエンジェル（2008年）
- 瀬戸の花嫁OVA（2008-2009年）
- ひぐらしのなく頃に礼（2009年）
- いっしょにとれーにんぐ（2009年）
- 瀬戸の花嫁　否苦炒亜怒羅魔 極道の妻 KEJIME（2010年）
- くっつきぼし（2010年）
- 森田さんは無口（2011年）
- 薄桜鬼 雪華録（2011年）
- ひぐらしのなく頃に煌（2011年）
- Carnival Phantasm（2011年）
- るろうに剣心 -明治剣客浪漫譚- 新京都編（2012年）
- アラタなるセカイ（2012年）
- ひぐらしのなく頃に拡 〜アウトブレイク〜（2013年）
- 昭和元禄落語心中（2015年）※原作漫画「昭和元禄落語心中」の単行本8巻・9巻の特装版に付属するDVDに収録。

#### Webアニメ
- Axis powers ヘタリア（2009年）
- Starry☆Sky（2010年）
- +チック姉さん（2011年） ※製作委員会参加
- こいけん! 〜私たちアニメになっちゃった!〜（2012年）
- たまぽんず（2017年）
- ケンガンアシュラ（2019年）
- ヘタリア World★Stars（2021年）

## 関連企業

### ダックスプロダクション
株式会社ダックスプロダクション（英: DAX Production Inc.）は、アニメーション作品などの音響制作・映像制作会社。京楽産業.のクループ会社。日本音声製作者連盟正会員。

#### 歴史
2003年8月に設立。2018年2月、事務所を東京都新宿区新宿5丁目1番1号から、千代田区神田神保町2丁目20番地6に移転した。
創立以来、ダックスのプロデューサーでもある平田哲（「新宿五郎」名義を使用する作品もある）が代表取締役として経営していたが、2017年平田の死去に伴い、経営権を京楽産業.に移管し京楽のクループ会社となっている。
他のスタッフには、音響監督の飯田里樹などがいる。2011年にはキャラアニ、ブシロードとの3社でドラマCDのレーベル「THREE ARROWS」（スリーアロウズ）を立ち上げている。
2025年4月1日、従来の音響制作事業に加え、新たに声優事業を立ち上げたことを発表した。4月22日、声優事業の公式ホームページを開設。

#### 所属声優
2025年8月閲覧時点。
- 松井恵理子
- 鈴木愛奈
- 影山灯
- 花井美春
- 結城飛鳥
- 鳥部万里子
- 佐藤実季
- 藤田しずく
- 奥井ゆうこ
- 福島美里衣
- 櫻井尚輝
- 岡本麻李（準所属）

### 劇団目覚時計
劇団目覚時計（げきだんめざましどけい）は、1977年に丹野雄二が設立した劇団である。劇団代表は丹野の妻・美穂子（稲垣美穂子）で、杉並区和泉2丁目9番18号（シノギビル）に稽古場が所在。当初はダックスが制作に携わっていた『まんが日本昔ばなし』や『まんが世界昔ばなし』のシナリオを基にした子供向けミュージカルの製作・上演を手がける。後項の「青少年の心を育てる会」が財界人を交えて発足すると、オリジナルミュージカルの製作や首都圏以外での興行も行うようになり、それと並行して稽古場等でストレートプレイの上演も行っている。

#### 青少年の心を育てる会
ミュージカルを通して青少年と親の交流の場を提供しようという趣旨で丹野美穂子が発起人となり1986年に結成された任意団体である。事務局は目覚時計と同じビル内に設置。内村直也（劇作家）、五島昇、井深大、後藤田正晴らが初代役員を務めた。目覚時計の子供向けミュージカルの全国公演または被災地域でのチャリティー公演をすべく、資金提供（主催）や各地の市民による活動の他、役員らによる青少年に関する内容の講演会などを行っている。2001年に特定非営利活動法人格を取得。
現在の会長は川口幹夫で、丹野美穂子、中村寛之助（協和醗酵工業元社長・相談役）が副会長、清水仁（東京急行電鉄元相談役・会長）、小原芳明、杏中保夫（日本公文教育研究会元社長）らが理事職となっている。
近年、青少年の健全育成（目覚時計のミュージカル製作・上演）の名目で、財団法人JKAより競輪・オートレースの補助事業助成金を受給するようになった。